# Pyshminsky (huyện)
Huyện Pyshminsky (tiếng Nga: ? райо́н) là một huyện hành chính tự quản (raion), của Tỉnh Sverdlovsk, Nga. Huyện có diện tích 1905 kilômét vuông, dân số thống kê đến ngày 1 tháng 1 năm 2000 là 10900 người. Trung tâm hành chính của huyện là Pyshma.